# Cmentarz ewangelicki w Nekielce
Cmentarz ewangelicki w Nekielce – nieczynna nekropolia protestancka zlokalizowana w Nekielce, w powiecie wrzesińskim.
Cmentarz ma powierzchnię 0,5 hektara i położony jest wśród rozproszonej zabudowy wsi, pośród kompleksów leśnych. Nekropolia powstała dla osadników olęderskich, którzy założyli Nekielskie Olędry na podstawie przywileju osadniczego z 22 października 1749. Zachowały się m.in. dwa zadbane żeliwne krzyże nagrobne, z których jeden zwrócony jest napisem ku ulicy. Jest to grób Anny Laury Leontyny Gessner, córki lokalnego proboszcza - pastora Ludolfa Theobalda Raimunda Gessnera, od 16 października 1853 administratora tutejszej parafii (Nekla Hauland). Zmarł on 6 kwietnia 1883 i najprawdopodobniej również spoczywa w tym grobie. 
Przy cmentarzu wznosi się budynek dawnej szkoły, obecne schronisko młodzieżowe.
W niedużej odległości od cmentarza stoi dawny kościół ewangelicki.

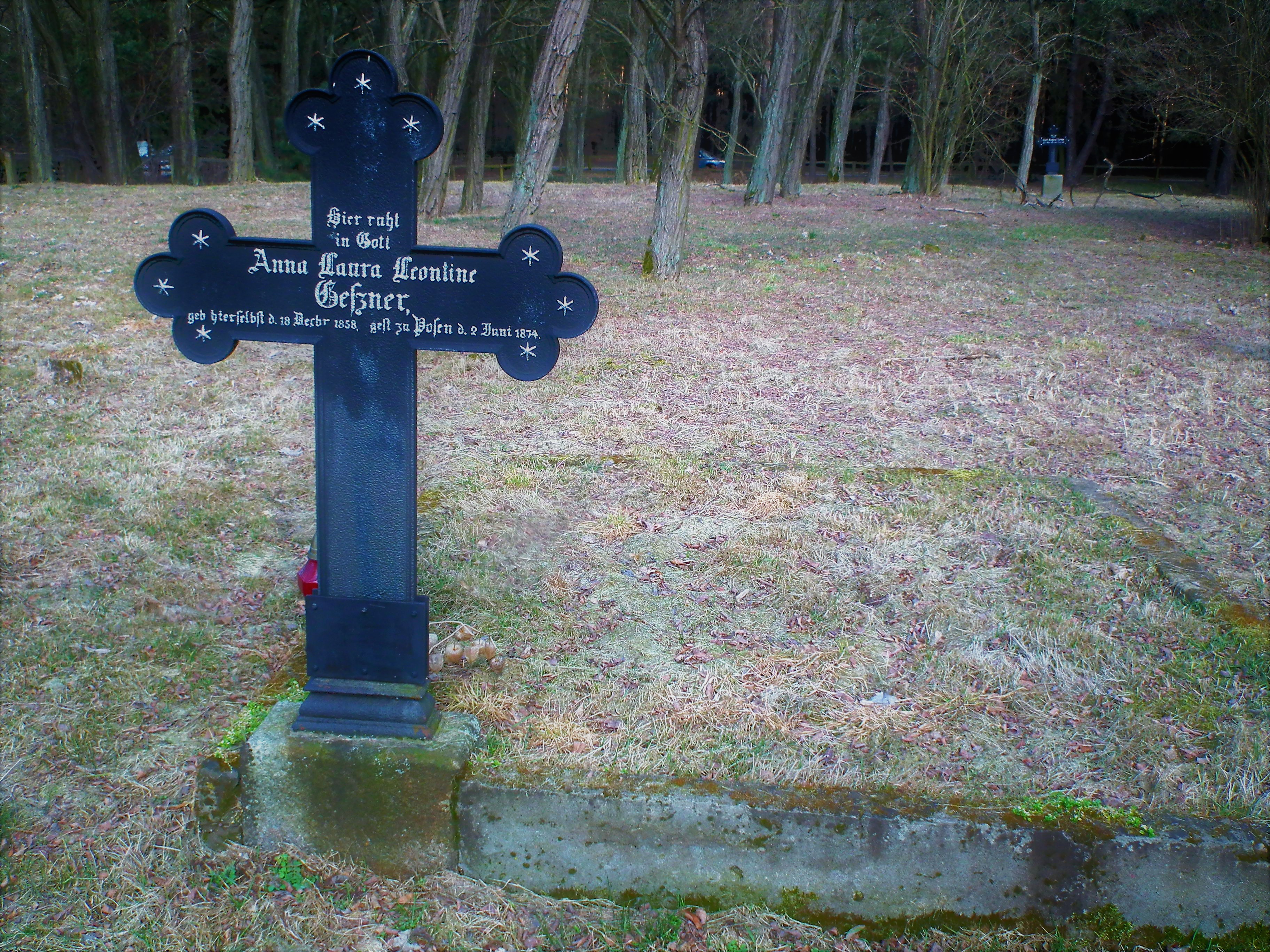
Grób Anny Laury Leontyny Gessner
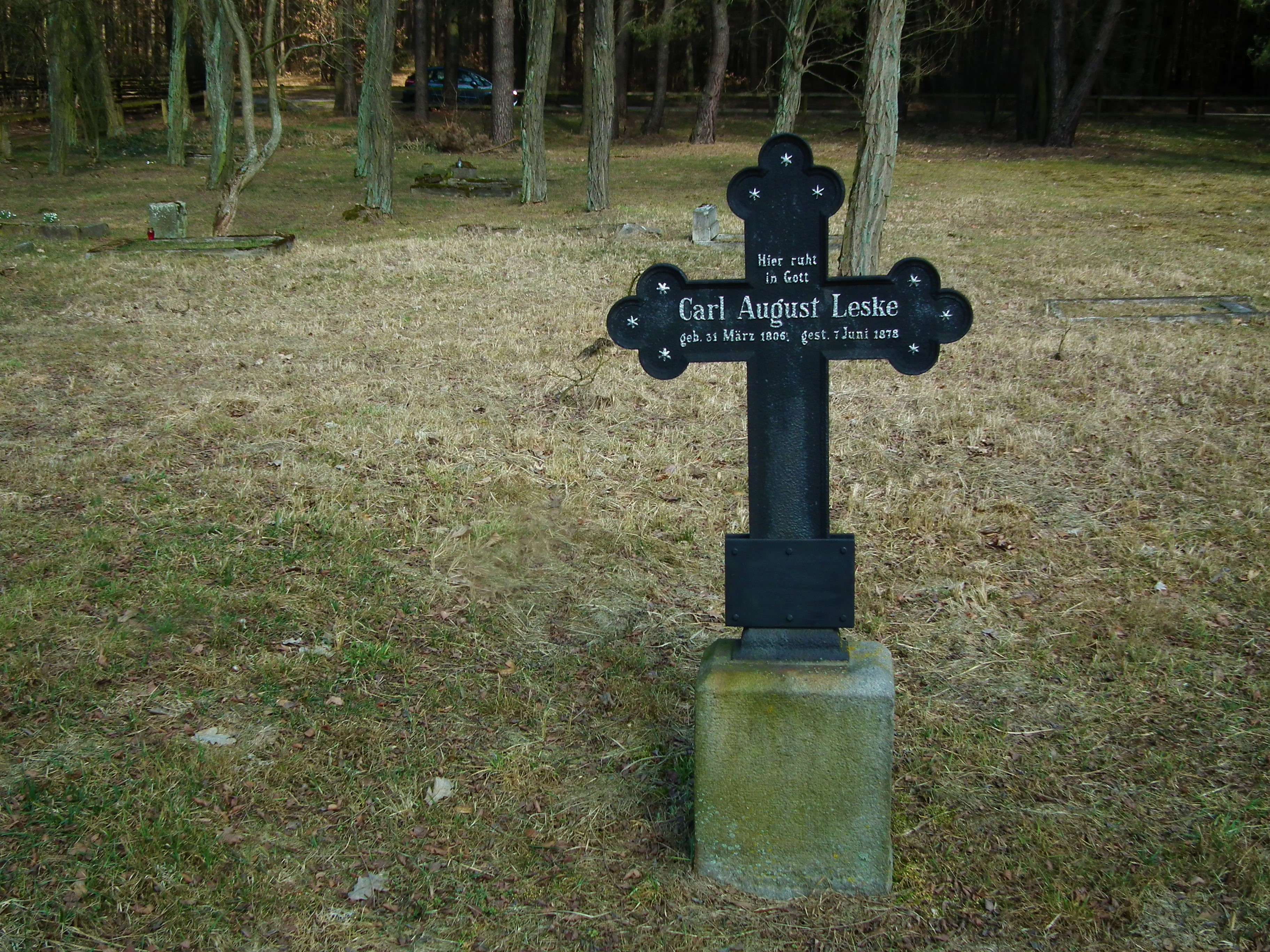
Grób Carla Augusta Leske
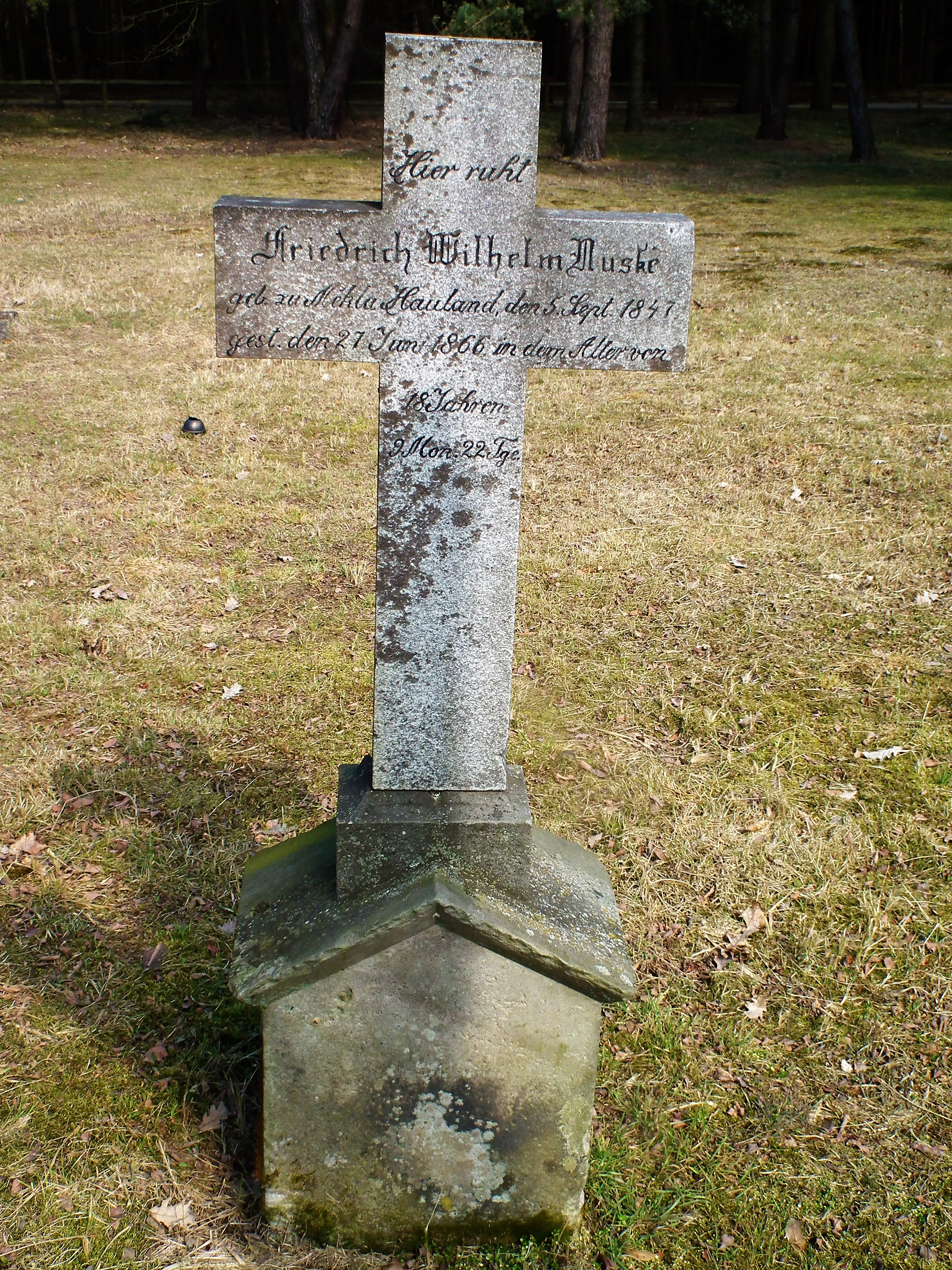
Grób Friedricha Wilhelma Muske
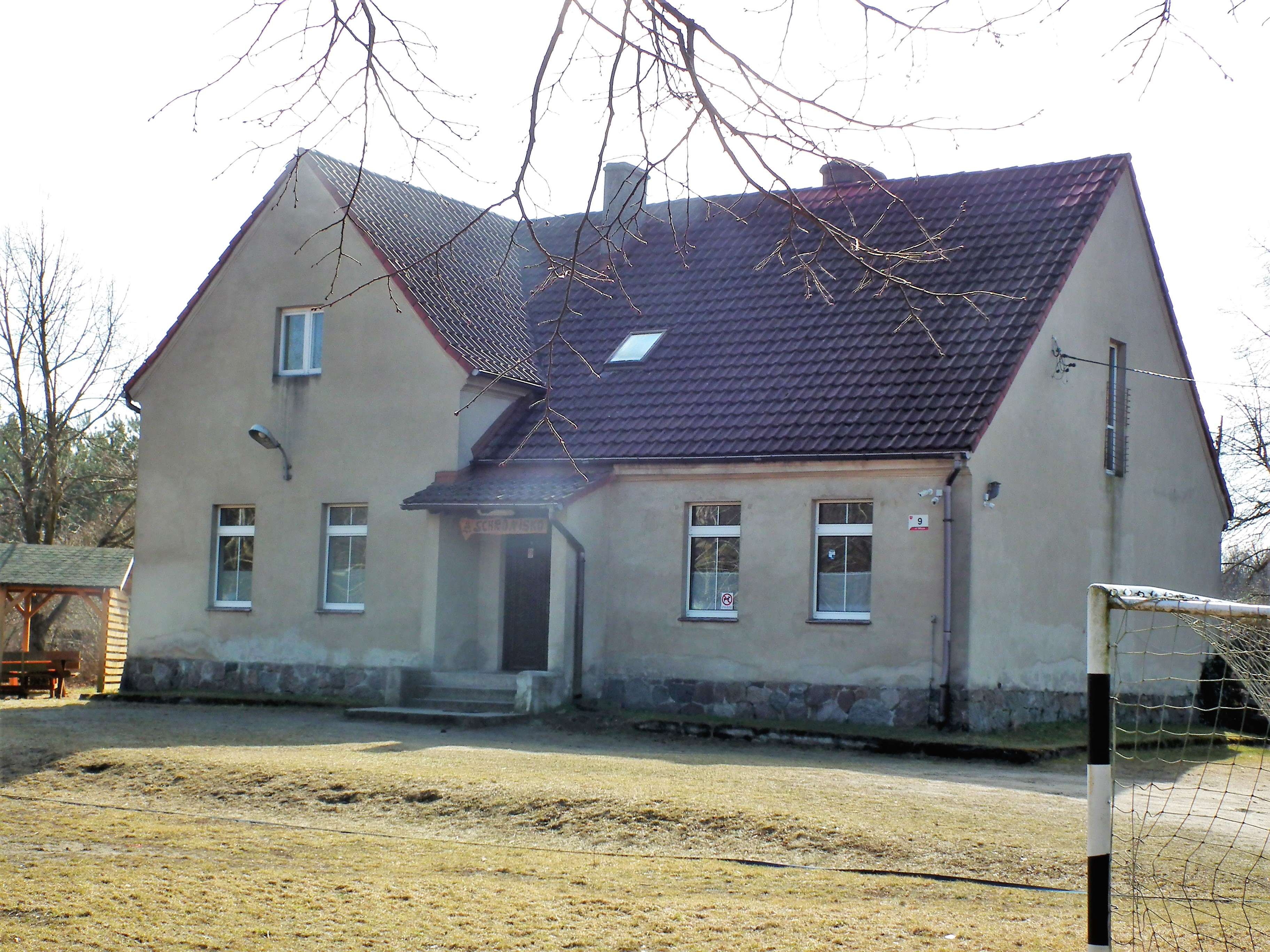
Dawna szkoła przy cmentarzu